# Daniel Evans (tennis)
Pour les articles homonymes, voir Daniel Evans et Evans.
Daniel Evans, né le 23 mai 1990 à Birmingham, est un joueur de tennis britannique, professionnel depuis 2006.

## Carrière
Joueur prometteur chez les juniors (deux fois quart de finaliste en Grand Chelem et no 10 mondial), Daniel Evans confirme rapidement les espoirs placés en lui en remportant ses trois premiers tournois Future en 2008, puis le tournoi Challenger de Jersey début 2009. Ce titre lui permet de participer au tournoi de Wimbledon et d'intégrer l'équipe de Grande-Bretagne de Coupe Davis. Cependant, il n'arrive pas à confirmer en 2010 et doit ainsi retourner sur le circuit Future.
Il relance sa carrière fin 2012 en remportant trois nouveaux titres puis deux autres en 2013. Il atteint ensuite le troisième tour du tournoi du Queen's en éliminant Jarkko Nieminen. En août, il participe à deux finales consécutives en tournoi Challenger : à Vancouver et Aptos. Il crée ensuite la surprise à l'US Open en battant au premier tour le 12e mondial Kei Nishikori (6-4, 6-4, 6-2) après s'être qualifié pour le tableau principal. Il écarte encore Bernard Tomic (1-6, 6-3, 7-64, 6-3) avant de s'incliner contre Tommy Robredo (7-66, 6-1, 4-6, 7-5).
En 2014, il atteint la demi-finale du tournoi de Zagreb avec un statut de lucky loser. Il élimine notamment Michael Berrer en huitièmes (1-6, 6-1, 7-64), puis Philipp Kohlschreiber en quarts (6-4, 2-6, 6-4). Il échoue contre Tommy Haas (5-7, 6-4, 6-3). Il est contraint d'écourter sa saison en septembre à la suite d'une blessure au genou. Début 2015, classé au-delà de la 700e place, il met pendant quelques mois sa carrière entre parenthèses. Il retrouve le succès début mai en s'adjugeant un titre en Egypte puis deux autres en Grande-Bretagne en juillet. Il participe ensuite aux demi-finales du tournoi de Vancouver. Bien que classé n°8 Britannique et 300e mondial, ces bons résultats lui permettent de participer aux demi-finales de la Coupe Davis contre l'Australie. Mi-novembre, il remporte son deuxième tournoi Challenger à Knoxville.
En 2016, il progresse essentiellement sur le circuit Challenger où il cumule trois titres (Drummondville, Taipei et Aptos) et deux finales (Dallas et Busan). Sur le circuit ATP, il atteint le 3e tour à Nottingham, Wimbledon, Washington et à l'US Open où il écarte Alexander Zverev. À l'US Open, il rate une balle de match face au futur vainqueur du tournoi Stanislas Wawrinka.

### 2017. Révélation puis suspension pour dopage
En janvier, il atteint sa première finale sur le circuit ATP au tournoi de Sydney après avoir battu le 8e mondial Dominic Thiem en quarts (3-6, 6-4, 6-1) et Andrey Kuznetsov (6-2, 3-6, 6-3). Il perdra en finale en une heure et demie (62-7, 2-6) contre Gilles Müller.
La semaine suivante, il se défait du 7e mondial Marin Čilić (3-6, 7-5, 6-3, 6-3) au 2e tour de l'Open d'Australie, il décrit alors cette victoire comme « la plus grande de sa carrière »,. Ensuite au 3e tour, il parvient à vaincre le no 27 mondial et seul survivant australien après 2 tours, Bernard Tomic au bout de 3 sets plutôt serrés (7-5, 7-62, 7-63), se qualifiant pour sa première deuxième semaine en Grand Chelem,. Plus tard, il pliera l'échine en huitièmes de finale devant le Français et no 12 mondial Jo-Wilfried Tsonga en 4 sets (7-64, 2-6, 4-6, 4-6) après 2 h 53 de jeu, mais en ayant résisté.
Le 23 juin, Daniel Evans annonce avoir subi un contrôle positif à la cocaïne lors de l'Open de Barcelone fin avril, et l'ITF le suspend alors « dans l'attente de l'étude de son cas ». Finalement, la Fédération le suspend un an, à effet rétroactif, et le Britannique peut donc rejouer en compétition officielle à partir du 24 avril 2018.

### Depuis 2018: retour et premiers titres
Daniel Evans fait son retour officiel à la compétition lors du Challenger de Glasgow fin avril 2018. Quelques semaines plus tard, il accède à la finale du Challenger de Nottingham, perdue contre Alex de Minaur. Mi-août, il s'impose à Vancouver après être passé par les qualifications.
Début 2019, alors classé 148e mondial, il parvient en finale du tournoi ATP de Delray Beach grâce à un succès en demi-finale sur John Isner. Il perd la finale sur le fil contre Radu Albot contre lequel il manque trois balles de match dans le tie-break (3-6, 6-3, 7-69). Il se distingue sur gazon avec deux nouveaux succès en Challenger à Surbiton et Nottingham, puis un 3e tour à Wimbledon. Son 3e tour contre Roger Federer à l'US Open lui permet de retrouver le top 50.
En février 2020, il atteint successivement les quarts à Rotterdam et les demi-finales à Dubaï où il se distingue en écartant Fabio Fognini et Andrey Rublev. En fin de saison en indoor, il dispute deux nouvelles demi-finales à Anvers et Vienne. Début 2021, il remporte le premier titre ATP de sa carrière au Murray River Open à Melbourne en battant Félix Auger-Aliassime en finale. En mars, il est défait au 2e tour du tournoi de Doha par Roger Federer, de retour après plus d'un an d'absence. Après trois échecs consécutifs au premier tour, il se rattrape au Masters de Monte-Carlo. Il signe en effet la plus belle victoire de sa carrière en écartant le n°1 mondial Novak Djokovic en huitièmes de finale (6-4, 7-5), variant constamment ses coups et abusant du slice en revers. Il enchaîne en éliminant David Goffin (5-7, 6-3, 6-4) et se qualifie pour les demi-finales.
En avril 2023, lors du tournoi de Barcelone, il élimine le qualifié Italien Matteo Arnaldi (6-4, 6-3), le Russe Karen Khachanov (6-3, 6-4), tête de série numéro six et l'Argentin Francisco Cerúndolo (2-6, 7-5, 6-3) pour rejoindre les demi-finales du tournoi. Affrontant le tenant du titre et numéro deux mondial Carlos Alcaraz, il s'incline logiquement (2-6, 2-6).
Il gagne début août 2023, son second titre en carrière, son premier ATP 500 à Washington, écartant sur son passage le Français Grégoire Barrère (2-6, 6-0, 6-3), le Russe Alexander Shevchenko (6-4, 6-3) ainsi que le dixième joueur mondial et local, Frances Tiafoe, sa première victoire de l'année sur un Top 10 (6-4, 7-5). Arrivé en demi-finale, il sort l'ancien numéro trois mondial Grigor Dimitrov (6-3, 7-6) et dispute sa première finale de l'année contre le Néerlandais Tallon Griekspoor qu'il domine en deux sets (7-5, 6-3) pour remporter le titre le plus important de sa carrière.
Le 27 août 2024, il remporte le premier tour de l'US Open 2024 contre Karen Khachanov (6-7 (6), 7-6 (2), 7-6 (4), 4-6, 6-4), en 5h35 ce qui devient le plus long match de l'histoire de l'US Open.

### Coupe Davis
Joueur de Coupe Davis depuis 2009, il a remporté deux matchs contre la Slovaquie en 2012, dont le 5e contre Martin Kližan (6-1, 6-1, 4-6, 3-6, 6-3), ce qui a permis à son équipe d'accéder aux quarts de finale du Groupe I. En 2013, sa victoire sur Evgeny Donskoy qualifie la Grande-Bretagne pour les demi-finales.
En 2015, il joue les demi-finales contre l'Australie où il remplace Kyle Edmund, mais perd son match contre Bernard Tomic (3-6, 62-7, 7-64, 4-6). L'équipe britannique se qualifie malgré tout et remporte ensuite le titre face à la Belgique, dans une finale où Evans ne joue pas. Il participe à la phase finale de la Coupe Davis 2019 où il se distingue avec une victoire sur Jan-Lennard Struff en quart de finale.

## Palmarès

### Titre en simple messieurs
| No | Date       | Nom et lieu du tournoi            | Catégorie | Dotation    | Surface    | Finaliste             | Score    |          |
| -- | ---------- | --------------------------------- | --------- | ----------- | ---------- | --------------------- | -------- | -------- |
| 1  | 01-02-2021 | Murray River Open, Melbourne      | ATP 250   | 320 775 $   | Dur (ext.) | Félix Auger-Aliassime | 6-2, 6-3 | Parcours |
| 2  | 31-07-2023 | Mubadala Citi DC Open, Washington | ATP 500   | 2 013 940 $ | Dur (ext.) | Tallon Griekspoor     | 7-5, 6-3 | Parcours |

### Finales en simple messieurs
| No | Date       | Nom et lieu du tournoi            | Catégorie | Dotation  | Surface    | Vainqueur     | Score          |          |
| -- | ---------- | --------------------------------- | --------- | --------- | ---------- | ------------- | -------------- | -------- |
| 1  | 08-01-2017 | Apia International Sydney, Sydney | ATP 250   | 437 380 $ | Dur (ext.) | Gilles Müller | 7-65, 6-2      | Parcours |
| 2  | 18-02-2019 | Delray Beach Open, Delray Beach   | ATP 250   | 582 550 $ | Dur (ext.) | Radu Albot    | 3-6, 6-3, 7-69 | Parcours |

### Finales en double messieurs
| No | Date       | Nom et lieu du tournoi                          | Catégorie    | Dotation    | Surface      | Vainqueurs                  | Partenaire   | Score            |          |
| -- | ---------- | ----------------------------------------------- | ------------ | ----------- | ------------ | --------------------------- | ------------ | ---------------- | -------- |
| 1  | 24-03-2021 | Miami Open presented by Itaú Miami              | Masters 1000 | 3 343 785 $ | Dur (ext.)   | Nikola Mektić Mate Pavić    | Neal Skupski | 6-4, 6-4         | Parcours |
| 2  | 11-04-2021 | Rolex Monte-Carlo Masters Monte-Carlo           | Masters 1000 | 2 460 585 € | Terre (ext.) | Nikola Mektić Mate Pavić    | Neal Skupski | 6-3, 4-6, [10-7] | Parcours |
| 3  | 08-08-2022 | National Bank Open Presented by Rogers Montréal | Masters 1000 | 5 926 545 $ | Dur (ext.)   | Wesley Koolhof Neal Skupski | John Peers   | 6-2, 4-6, [10-6] | Parcours |

## Parcours dans les tournois duGrand Chelem

### En simple
| Année | Open d'Australie | Open d'Australie   | Internationaux de France | Internationaux de France | Wimbledon       | Wimbledon        | US Open        | US Open         |
| ----- | ---------------- | ------------------ | ------------------------ | ------------------------ | --------------- | ---------------- | -------------- | --------------- |
| 2009  | —                | —                  | —                        | —                        | 1er tour (1/64) | N. Davydenko     | —              | —               |
|       |                  |                    |                          |                          |                 |                  |                |                 |
| 2011  | —                | —                  | —                        | —                        | 1er tour (1/64) | Florian Mayer    | —              | —               |
|       |                  |                    |                          |                          |                 |                  |                |                 |
| 2013  | —                | —                  | —                        | —                        | —               | —                | 3e tour (1/16) | Tommy Robredo   |
| 2014  | —                | —                  | —                        | —                        | 1er tour (1/64) | Andrey Kuznetsov | —              | —               |
|       |                  |                    |                          |                          |                 |                  |                |                 |
| 2016  | 1er tour (1/64)  | Feliciano López    | —                        | —                        | 3e tour (1/16)  | Roger Federer    | 3e tour (1/16) | S. Wawrinka     |
| 2017  | 1/8 de finale    | J.-W. Tsonga       | 1er tour (1/64)          | Tommy Robredo            | —               | —                | —              | —               |
|       |                  |                    |                          |                          |                 |                  |                |                 |
| 2019  | 2e tour (1/32)   | Roger Federer      | 1er tour (1/64)          | Fernando Verdasco        | 3e tour (1/16)  | João Sousa       | 3e tour (1/16) | Roger Federer   |
| 2020  | 2e tour (1/32)   | Yoshihito Nishioka | 1er tour (1/64)          | Kei Nishikori            | Annulé          | Annulé           | 2e tour (1/32) | Corentin Moutet |
| 2021  | 1er tour (1/64)  | Cameron Norrie     | 1er tour (1/64)          | Miomir Kecmanović        | 3e tour (1/16)  | Sebastian Korda  | 1/8 de finale  | Daniil Medvedev |
| 2022  | 3e tour (1/16)   | F. Auger-Aliassime | 2e tour (1/32)           | Mikael Ymer              | 1er tour (1/64) | Jason Kubler     | 3e tour (1/16) | Marin Čilić     |
| 2023  | 3e tour (1/16)   | Andrey Rublev      | 1er tour (1/64)          | Thanasi Kokkinakis       | 1er tour (1/64) | Quentin Halys    | 3e tour (1/16) | Carlos Alcaraz  |
| 2024  | 1er tour (1/64)  | Lorenzo Sonego     | 1er tour (1/64)          | Holger Rune              | 1er tour (1/64) | Alejandro Tabilo | 3e tour (1/16) | Alex de Minaur  |
| 2025  | Q1               | James Trotter      | Q2                       | Clément Tabur            | 2e tour (1/32)  | Novak Djokovic   |                |                 |

N.B. : à droite du résultat se trouve le nom de l'ultime adversaire.

### En double messieurs
| Année | Open d'Australie                                                                     | Open d'Australie                                                                     | Internationaux de France                                                           | Internationaux de France                                                                 | Wimbledon                                                                              | Wimbledon                                                                             | US Open | US Open |
| ----- | ------------------------------------------------------------------------------------ | ------------------------------------------------------------------------------------ | ---------------------------------------------------------------------------------- | ---------------------------------------------------------------------------------------- | -------------------------------------------------------------------------------------- | ------------------------------------------------------------------------------------- | ------- | ------- |
| 2014  | —                                                                                    | —                                                                                    | —                                                                                  | —                                                                                        | 1er tour (1/32) James Ward \|\| style="text-align:left;" \| Jamie Murray John Peers    | —                                                                                     | —       |         |
|       |                                                                                      |                                                                                      |                                                                                    |                                                                                          |                                                                                        |                                                                                       |         |         |
| 2016  | —                                                                                    | —                                                                                    | —                                                                                  | —                                                                                        | 1er tour (1/32) L. Glasspool \|\| style="text-align:left;" \| Malek Jaziri Lukáš Rosol | 1/8 de finale Nick Kyrgios \|\| style="text-align:left;" \| Łukasz Kubot A. Peya      |         |         |
|       |                                                                                      |                                                                                      |                                                                                    |                                                                                          |                                                                                        |                                                                                       |         |         |
| 2019  | —                                                                                    | —                                                                                    | 2e tour (1/16) C. Norrie \|\| style="text-align:left;" \| Robin Haase F. Nielsen   | 1er tour (1/32) L. Glasspool \|\| style="text-align:left;" \| L. Mayer João Sousa        | 2e tour (1/16) C. Norrie \|\| style="text-align:left;" \| J. S. Cabal Robert Farah     |                                                                                       |         |         |
| 2020  | 1er tour (1/32) J.-P. Smith \|\| style="text-align:left;" \| Rajeev Ram J. Salisbury | 2e tour (1/16) H. Hurkacz \|\| style="text-align:left;" \| M. Granollers H. Zeballos | Annulé                                                                             | Annulé                                                                                   | —                                                                                      | —                                                                                     |         |         |
| 2021  | 2e tour (1/16) Radu Albot \|\| style="text-align:left;" \| M. Melo Horia Tecău       | —                                                                                    | —                                                                                  | —                                                                                        | —                                                                                      | 1er tour (1/32) L. Glasspool \|\| style="text-align:left;" \| M. Daniell M. Demoliner |         |         |
|       |                                                                                      |                                                                                      |                                                                                    |                                                                                          |                                                                                        |                                                                                       |         |         |
| 2024  | —                                                                                    | —                                                                                    | 1er tour (1/32) A. Murray \|\| style="text-align:left;" \| S. Báez T. Seyboth Wild | 1er tour (1/32) H. Searle \|\| style="text-align:left;" \| S. González É. Roger-Vasselin |                                                                                        |                                                                                       |         |         |

N.B. : le nom du partenaire se trouve sous le résultat ; les noms des ultimes adversaires se trouvent à droite.

## Parcours dans lesMasters 1000
| Année | Indian Wells           | Miami                 | Monte-Carlo             | Madrid                  | Rome                     | Canada                | Cincinnati              | Shanghai            | Paris                |
| ----- | ---------------------- | --------------------- | ----------------------- | ----------------------- | ------------------------ | --------------------- | ----------------------- | ------------------- | -------------------- |
| 2017  | 2e tour K. Nishikori   | 1er tour E. Escobedo  | 1er tour K. Edmund      | 1er tour R. Haase       | 1er tour J. Veselý       | —                     | —                       | —                   | —                    |
|       |                        |                       |                         |                         |                          |                       |                         |                     |                      |
| 2019  | 1er tour S. Wawrinka   | 2e tour D. Shapovalov | —                       | —                       | 1er tour C. Ruud         | 2e tour R. Nadal      | —                       | —                   | —                    |
| 2020  | n.o.                   | n.o.                  | n.o.                    | n.o.                    | 1er tour H. Hurkacz      | n.o.                  | 2e tour M. Raonic       | n.o.                | 1er tour S. Wawrinka |
| 2021  | 3e tour D. Schwartzman | 2e tour F. Tiafoe     | 1/2 finale S. Tsitsipás | 1/8 de finale A. Zverev | 1er tour T. Fritz        | 1er tour A. Bublik    | 1er tour D. Schwartzman | n.o.                | 1er tour A. Bublik   |
| 2022  | 3e tour R. Nadal       | 2e tour Y. Nishioka   | 2e tour D. Goffin       | 1/8 de finale A. Rublev | 1er tour N. Basilashvili | 1/2 finale P. Carreño | 1er tour F. Krajinović  | n.o.                | 2e tour S. Tsitsipás |
| 2023  | 2e tour J. Draper      | 2e tour L. Sonego     | 1er tour I. Ivashka     | 2e tour B. Zapata       | 2e tour R. Carballés     | 1er tour G. Diallo    | 1er tour L. Musetti     | 3e tour C. Alcaraz  | —                    |
| 2024  | 1er tour R. Safiullin  | 2e tour C. Eubanks    | 1er tour S. Ofner       | —                       | 1er tour F. Fognini      | —                     | —                       | 1er tour T. Seyboth | —                    |

N.B. : sous le résultat se trouve le nom de l’ultime adversaire.

## Victoires sur le top 10
Toutes ses victoires sur des joueurs classés dans le top 10 de l'ATP lors de la rencontre.
| Légende      |
| Grand Chelem |
| Masters 1000 |
| 500 Series   |
| 250 Series   |

| # | D.E.   | Tournoi          | Année | Surface      | Adversaire     | Rang  | Tour | Score              |
| - | ------ | ---------------- | ----- | ------------ | -------------- | ----- | ---- | ------------------ |
| 1 | no 67  | Sydney           | 2017  | Dur          | Dominic Thiem  | no 8  | 1/4  | 3-6, 6-4, 6-1      |
| 2 | no 51  | Open d'Australie | 2017  | Dur          | Marin Čilić    | no 7  | 1/32 | 3-6, 7-5, 6-3, 6-3 |
| 3 | no 148 | Delray Beach     | 2019  | Dur          | John Isner     | no 9  | 1/2  | 3-6, 6-3, 6-2      |
| 4 | no 33  | Monte-Carlo      | 2021  | Terre battue | Novak Djokovic | no 1  | 1/8  | 6-4, 7-5           |
| 5 | no 39  | Montréal         | 2022  | Dur          | Andrey Rublev  | no 8  | 1/16 | 6-4, 6-4           |
| 6 | no 30  | Washington       | 2023  | Dur          | Frances Tiafoe | no 10 | 1/4  | 6-4, 7-5           |

## Classements ATP en fin de saison
| Année          | 2006 | 2007 | 2008 | 2009 | 2010 | 2011 | 2012 | 2013 | 2014 | 2015 | 2016 | 2017 | 2018 | 2019 | 2020 | 2021 | 2022 | 2023 | 2024 |
| Rang en simple | –    | 1180 | 481  | 261  | 362  | 344  | 295  | 150  | 297  | 185  | 66   | 134  | 199  | 42   | 32   | 25   | 27   | 38   | 164  |
| Rang en double | 1106 | 910  | 872  | 649  | 498  | 657  | 658  | 703  | 1266 | 1039 | 279  | 314  | 962  | 149  | 148  | 59   | 74   | 169  | 862  |

Source : (en) Classements de Daniel Evans sur le site officiel de la Fédération internationale de tennis